# Lymantriades urocoma
Lymantriades urocoma är en fjärilsart som beskrevs av Embrik Strand 1914. Lymantriades urocoma ingår i släktet Lymantriades och familjen tofsspinnare. Inga underarter finns listade i Catalogue of Life.